# Marek Kluz
Marek Kluz (ur. 23 marca 1969 w Szerzynach) – polski duchowny rzymskokatolicki, doktor habilitowany teologii, profesor nadzwyczajny Uniwersytetu Papieskiego Jana Pawła II w Krakowie, wykładowca Wydziału Teologicznego Sekcja w Tarnowie.

## Życiorys
Pochodzi z parafii Ołpiny. Po maturze wstąpił do Wyższego Seminarium Duchownego w Tarnowie, a po ukończeniu studiów filozoficzno-teologicznych otrzymał święcenia kapłańskie z rąk bpa Józefa  Życińskiego 3 czerwca 1995 roku. W latach 1997–2001 odbył studia z teologii moralnej na Katolickim Uniwersytecie Lubelskim zwieńczone doktoratem napisanym pod kierunkiem ks. prof. dra hab. Janusza Nagórnego. Od 2001 r. jest adiunktem i wykładowcą teologii moralnej ogólnej i szczegółowej na Wydziale Teologicznym Sekcja w Tarnowie Uniwersytetu Papieskiego Jana Pawła II w Krakowie. Jest także wykładowcą na Studium Rodziny w Tarnowie, w Ośrodku Doskonalenia Nauczycieli w Tarnowie, na Uniwersytecie III wieku w Tarnowie i dla Sióstr Józefitek w Tuchowie. Od 2001 r. cenzor ksiąg religijnych oraz członek Diecezjalnej Komisji Kaznodziejskiej. W 2013 r. uzyskał stopień naukowy doktora habilitowanego nauk teologicznych w zakresie teologii moralnej, a w 2016 otrzymał stanowisko profesora nadzwyczajnego UPJPII. Od 2014 r. pełnił funkcję prodziekana, a w latach 2020-2024 dziekana Wydziału Teologicznego Sekcja w Tarnowie.
W latach 2004–2006 był kapelanem Domu Dziennego i Okresowego Pobytu dla Osób Niepełnosprawnych w Tarnowie, w latach 2004-2009 członkiem i sekretarzem Rady Kapłańskiej Diecezji Tarnowskiej, w latach 2004-2013 sekretarzem Wydziału Teologicznego Sekcja w Tarnowie. W 2009 i 2013 roku otrzymał nagrodę Rektora UPJPII w Krakowie za osiągnięcia naukowo-dydaktyczne i organizacyjne. W 2019 r. został mianowany kanonikiem honorowym kapituły kolegiackiej pw. Św. Wawrzyńca Męczennika w Wojniczu.

## Wybrane publikacje
- By nie zamienić wolności na pustynię. O formacji do korzystania ze środków społecznego przekazu w duchu chrześcijańskim. Kraków 2018
- Klejnoty Kościoła. Wspólnototwórczy wymiar sakramentologii Benedykta XVI. Kraków 2018
- Małżeństwo i rodzina w służbie człowieka. Refleksja nad nauczaniem ks. prof. dra hab. Jerzego Bajdy. Kraków 2018
- Między wykluczeniem a dobrobytem. Refleksja nad społeczną myślą encykliki „Centesimus annus” Jana Pawła II. Kraków 2017
- Rodzina między pracą a płacą: refleksja nad społeczną myślą encykliki „Laborem exercens” Jana Pawła II. Kraków 2016
- Kustosz sądeckiej góry Tabor. Osoba i posługa księdza Władysława Lesiaka(1908-1977). Kraków 2015
- Małżeństwo i rodzina w kontekście współczesnych wyzwań. Tarnów 2012
- Chrześcijańska wizja życia moralnego w nauczaniu Jerzego Ablewicza Biskupa tarnowskiego 1962-1990. Tarnów 2003[3]